# 聖羅克杜皮庫

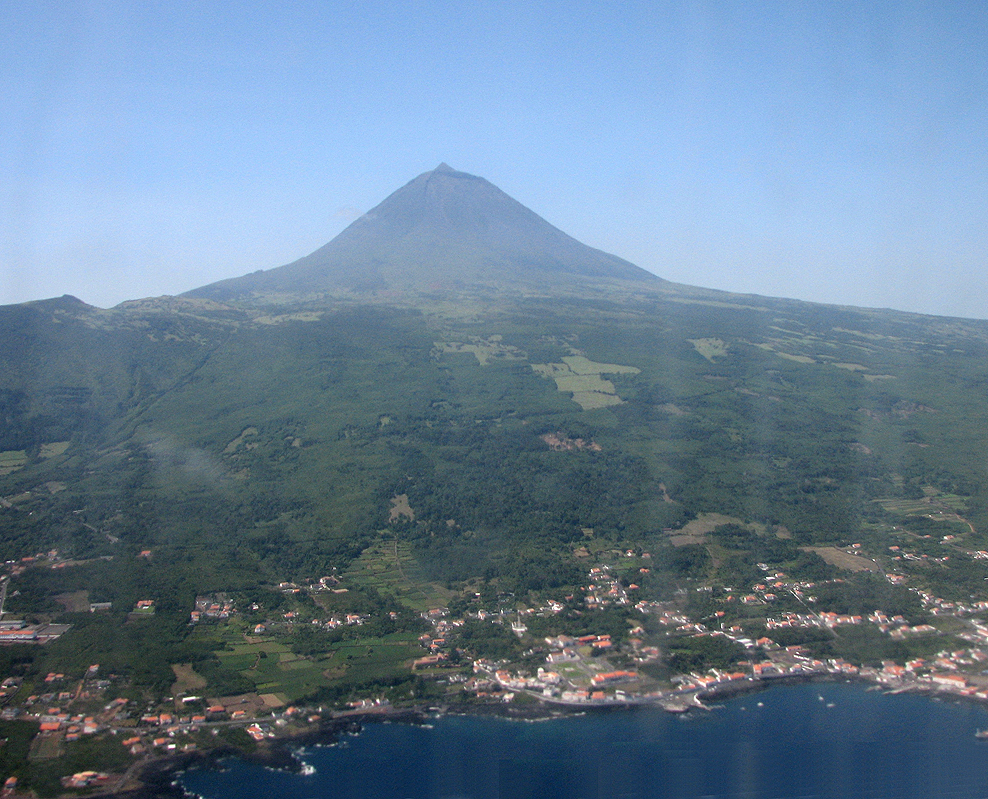

聖羅克杜皮庫（葡萄牙語：São Roque do Pico，葡萄牙語發音：[sɐ̃w ˈʁɔk(ɨ) ðu ˈpiku] ⓘ）是葡萄牙的市镇，位於亞速爾群島的皮庫島，始建於1542年，面積144.31平方公里，海拔高度5米，2011年人口3,388，人口密度每平方公里23.48人。

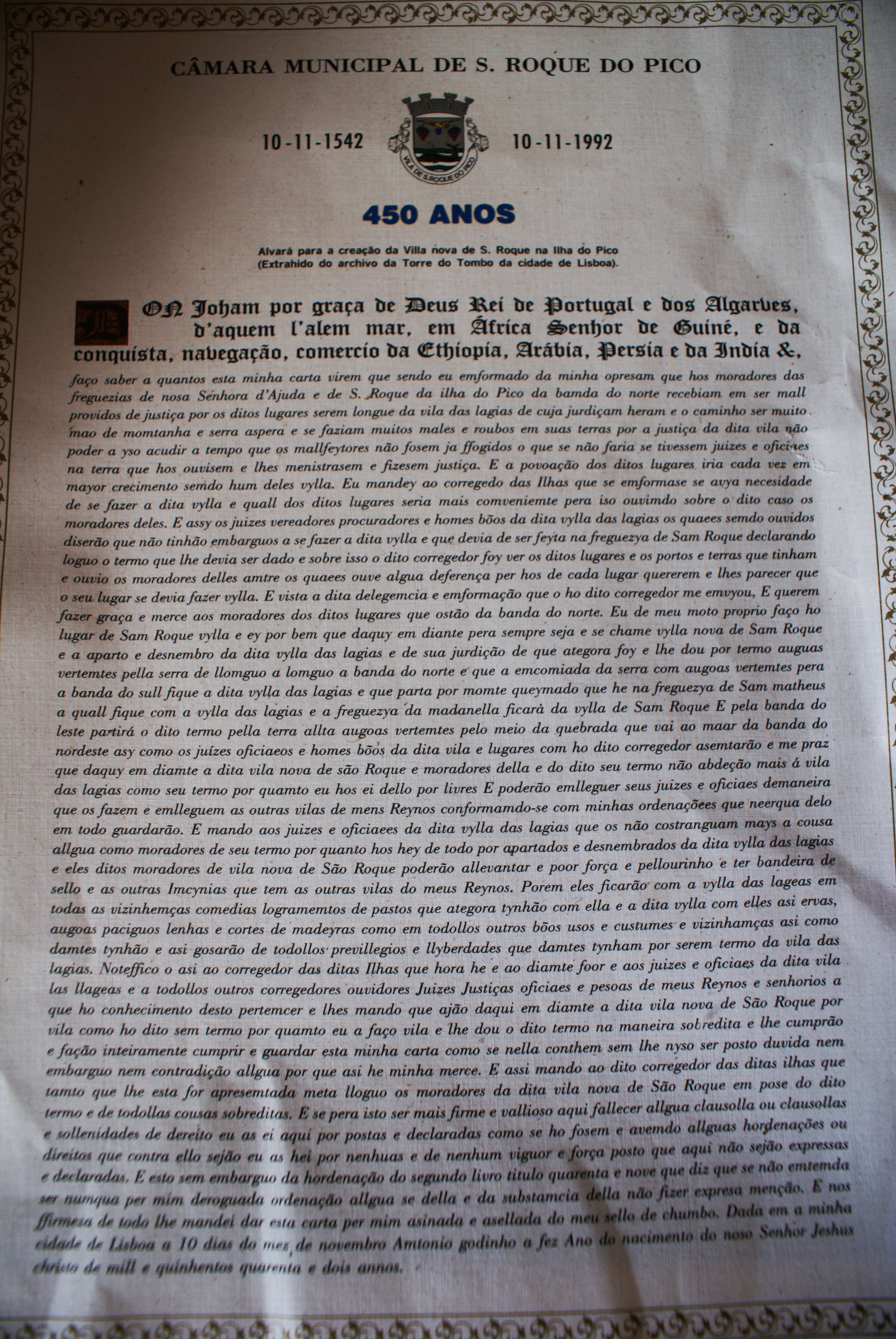

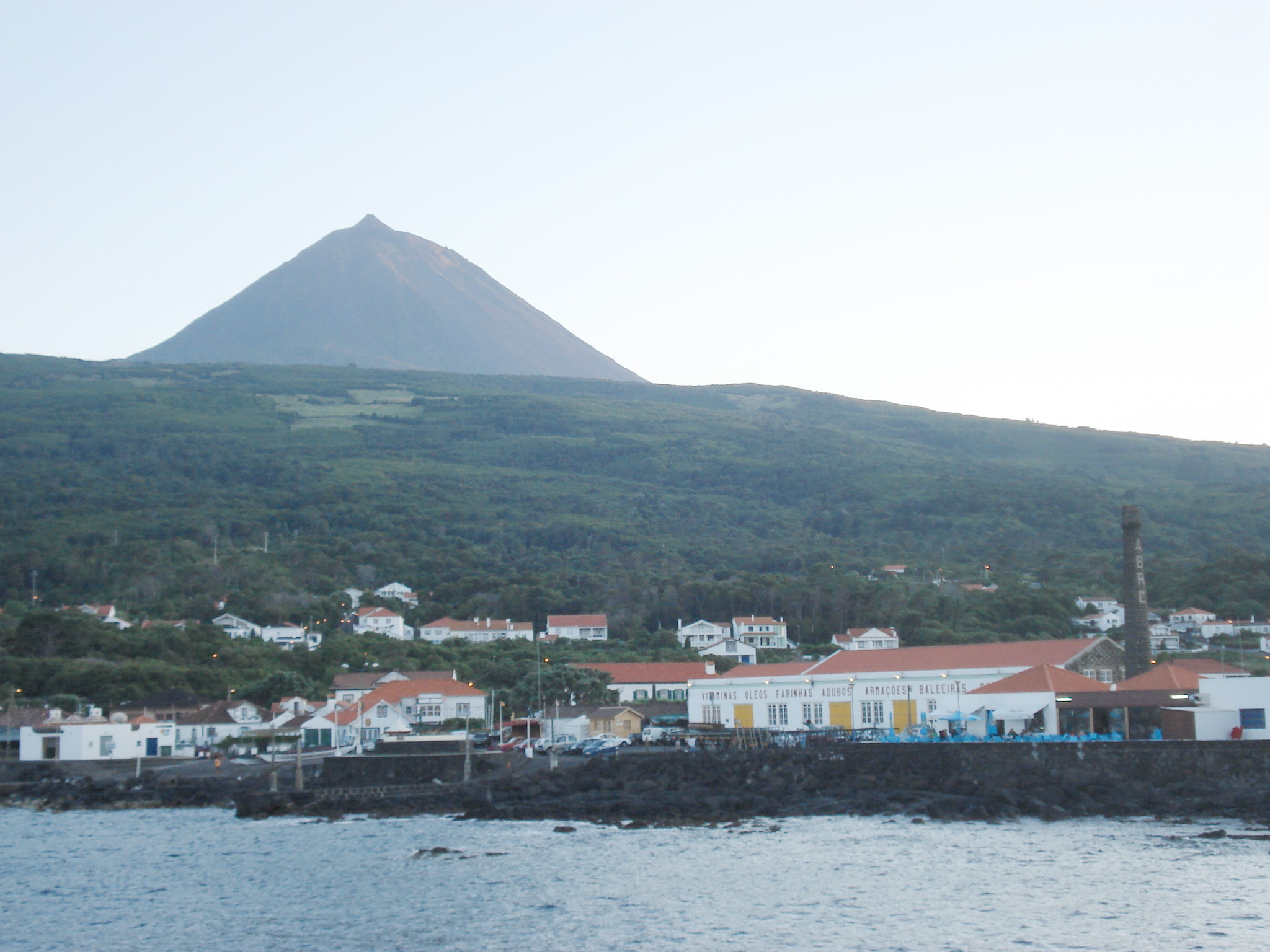

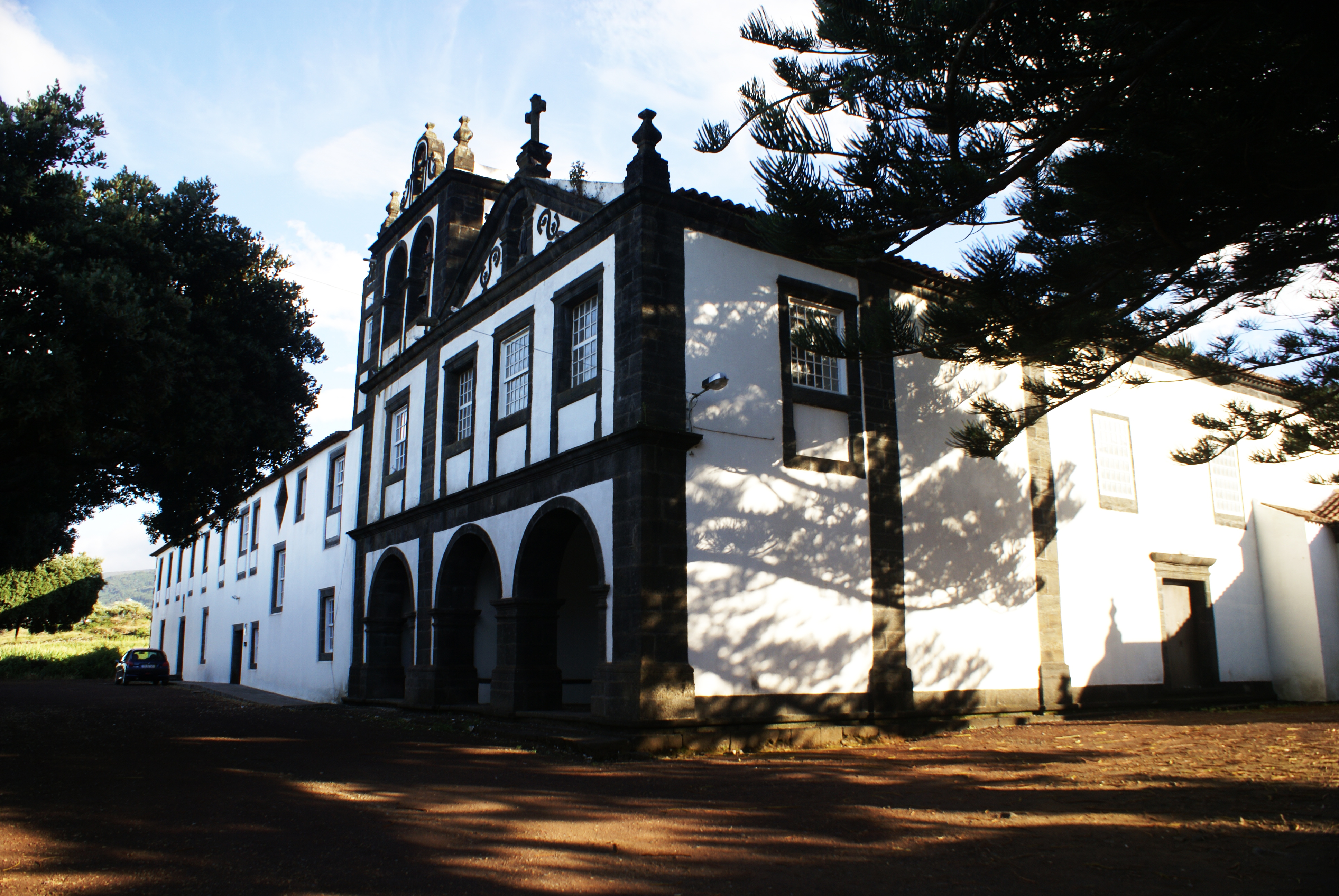

38°31′46″N 28°19′19″W / 38.52944°N 28.32194°W